# 利健森
利健森（1992年9月26日—），澳洲男性创作歌手。第30届（2011）TVB全球华人新秀歌唱大赛总决赛冠军。2011年在澳大利亚布里斯班赛区获得地区冠军从而参加TVB总决赛，并最终以《爱情买卖》混《霍元甲》的歌曲赢得总决赛冠军。

## 演出生涯
利健森出生于新西兰，现居住在澳大利亚。小时候受爸爸的熏陶因而喜爱唱歌，加上多年在海外留学，养成了他开朗、活泼的性格。15岁时第一次参加华人新秀，受当地评判的赏识，有幸进入决赛吸收经验。在澳洲读高中时，他经常参加跳舞、唱歌演出，从而多方面的吸收了舞台经验。
获得TVB华人新秀冠军的他，从此演出不断。平日里经常被邀请担任表演嘉宾。 在2012、2013年的TVB全球华人新秀歌唱大赛（布里斯本赛区）担任评委及表演嘉宾。
2013年，他在澳洲布里斯本VIVO举办了歌友会。2014年初，他因个人独特的表演风格，被指名特邀参加“JZ音乐至尚-悉尼演唱会”表演。 表演节目掀起现场的热潮，high爆全场。并受到主办方的赞扬。他也凭借个人海外知名度，荣幸参加“2014全球华人网络春晚”（悉尼分会场）表演。并改编《听妈妈的话》而大获观众的好评。
除此之外，2013年，他荣幸登上布里斯本《生活志》封面，并接受了采访。

## 音乐风格
在演唱上，James擅长很多曲风。R&B、Blues、Jazz、Pop等都是他的拿手曲风。流行歌曲如《我爱你》、《Love Song》、《Nothing Ganna Change My Love for You》、《太美丽》等歌曲都被他用“利式”唱法诠释出来。虽然是翻唱，但是他总是要求自己与众不同，并拥有自己的风格和特点。在音乐制作上，他偏爱电子音乐。他平日里有创作电子舞曲，在各Club里表演。阿sa 蔡卓妍赞赏他表演风格独特，台风好。在假音唱功上获得方大同的夸奖。陈伟伦赞赏他：唱歌基本功很好，声音比较细腻，有表现力有力量。律动也不错。形象也很不错。